# La muerte del toro (Pettinicchio)
A morte do touro  (em italiano: La morte del toro), é uma obra de arte única do artista italiano Umberto Pettinicchio.
Finalizado em 1981, é uma obra de arte exposto na MAS - Museo de Arte Moderno y Contemporáneo de Santander y Cantabria , nos Espanha.

## Exposições internacionais
- 1981, Milão, Itália